# Marthe Eliasson
Marthe Eliasson (Trondheim, 27 de setembro de 1969) é uma ex-handebolista profissional norueguesa, medalhista olímpica.
Marthe Eliasson fez parte da geração medalha de prata de Seul 1988. Durante sua carreira ela marcou 179 gols em 145 jogos pela Noruega.